# Elva (Illinois)
Elva (auch Elva Station) ist eine Ortslage im DeKalb County (Afton Township) im Norden des US-Bundesstaates Illinois.
1881 baute die Chicago and North Western Railway eine Nebenbahn von DeKalb Richtung Süden. Elva war der Bahnhof der Gegend, wurde aber nie eine bedeutende Siedlung, weil sie so nah an DeKalb lag. Der Ort ist nach Elva Glidden Bush, der Tochter des Siedlers Joseph Glidden benannt, der das Land als erster besaß.